# Obrium cordicolle
Obrium cordicolle är en skalbaggsart som beskrevs av Bates 1870. Obrium cordicolle ingår i släktet Obrium och familjen långhorningar.
Artens utbredningsområde är:
- Panama.
- Venezuela.

Inga underarter finns listade i Catalogue of Life.